# Boten Anna
„Boten Anna” – singel szwedzkiego muzyka Basshuntera, wydany 9 maja 2006 roku, singiel z debiutanckiego albumu Basshuntera – LOL <(^^,)>.
Singel był notowany na pierwszym miejscu listy szwedzkiej (uzyskał status platynowej płyty za sprzedaż w nakładzie 20 tys. egzemplarzy) i duńskiej (uzyskał status trzykrotnej platyny i został sprzedany w około 61 tys. egzemplarzy w 2006 roku). W Austrii singel pokrył się złotem, za sprzedaż w nakładzie 15 tys. egzemplarzy. W 2007 roku singel znalazł się na 13. miejscu szwedzkiej listy Best of All Time prowadzonej przez Sverigetopplistan.
W 2006 roku singel zdobył nagrodę Grammis w kategorii Årets svenska låt oraz nagrodę Eurodanceweb Award. Utwór wykorzystano także jako motyw muzyczny podczas LAN party The Gathering.

## Tekst i interpretacja
Utwór został napisany w oparciu o historię z życia Basshuntera. Na początku 2006 roku artysta z pomocą fana utworzył swój kanał #basshunter.se w usłudze sieciowej Internet Relay Chat. Fan stwierdził, że potrzebny jest bot, którego można by umieścić na kanale. W tym samym czasie gdy fan zainstalował bota, Anna pojawiła się na kanale. Basshunter i jego znajomy myślał, że jest to nowo zainstalowany bot na kanale. W marcu 2006 roku muzyk wrócił z pubu do domu, włączył komputer i wszedł na swój kanał IRC, a jego bot zbanował go. Okazało się, że bot Anna to dziewczyna ze związku kolegi Basshuntera.
„Boten Anna” zawiera w tekście słowo „bot”, które według muzyka było mylone przez ludzi ze słowem „båt” (łódź). W teledysku w niektórych momentach Basshunter porusza się łódką po kanale wodnym. W rzeczywistości Basshunter śpiewa o dziewczynie o imieniu Anna, którą Basshunter wziął za bota swojego kanału. Artysta stwierdził, że piosenka jest łatwa do zrozumienia i śpiewania, gdy osoba nie zna języka szwedzkiego.
„Boten Anna” jest utworem w stylu dance, trwającym 3 minuty i 29 sekund.

## Wydanie
Basshunter stworzył utwór „Boten Anna” w marcu 2006 roku jednej nocy w ciągu sześciu godzin. Udostępnił go na swojej stronie internetowej do pobrania. Utwór został pobrany 37 tys. razy w ciągu pierwszych dwóch dni, a do czerwca liczba pobrań przekroczyła milion. W kwietniu piosenkarz podpisał kontrakt z Extensive Music i Warner Music Sweden.
1 kwietnia 2006 roku utwór został wydany na singlu Basshuntera – „Welcome to Rainbow” jako utwór dodatkowy. Singel został wydany 9 maja 2006 roku, a utwór trafił na debiutancki album studyjny muzyka – LOL <(^^,)>, który został wydany 28 sierpnia. Maxi singel zawiera cztery remiksy oraz wersję instrumentalną i Radio Edit. W 2008 roku utwór został wydany na drugim studyjnym albumie artysty – Now You’re Gone – The Album jako utwór dodatkowy.

## Lista utworów
- CD singel (9 maja 2006)[4]

1. „Boten Anna” (Radiomix) – 3:29
2. „Boten Anna” (Clubmix) – 5:26

- CD maxi–singel (2006)[12]

1. „Boten Anna” (Radio Edit) – 3:26
2. „Boten Anna” (Club Remix) – 5:25
3. „Boten Anna” (DJ Micro Spankin Club Remix) – 5:29
4. „Boten Anna” (Blackslash Fluffy Style Remix) – 4:40
5. „Boten Anna” (Skillstopaythebills Remix) – 4:38
6. „Boten Anna” (Instrumental Version) – 3:21

- Digital download (26 stycznia 2010)[13]

1. „Boten Anna” (Radio Version) – 3:27
2. „Boten Anna” (Club Mix) – 5:27
3. „Boten Anna” (DJ Micro Spankin Club Mix) – 5:29
4. „Boten Anna” (Nightshiffers Remix) – 4:56
5. „Boten Anna” (Blackslash Uplifting Triol Remix) – 4:40
6. „Boten Anna” (Samuel Skillstopaythebills Remix) – 4:38

- CDr[14]

01. „Boten Anna” (Instrumental Edit)
02. „Boten Anna” (Instrumental Club Mix)
- CDr, promo[15]

1. „Den där Anna” (Original Version)
2. „Den där Anna” (Club Mix)

## Teledysk
Na realizację teledysku do „Boten Anna” przeznaczone zostały trzy dni. Teledysk został wyreżyserowany przez Carl-Johana Westregårda i Kima Parrota w maju 2006 roku. Był kręcony między innymi w klubie Björksäter. Wersję z 2007 roku samodzielnie wyreżyserował Parrot.

## Odbiór

### Pozycje na listach przebojów
| Kraj/Region | Lista (2006–2007) | Najwyższa pozycja |
| ----------- | ----------------- | ----------------- |
| Dania       | Single Top–20     | 1                 |
| Szwecja     | Top 60 Singles    | 1                 |
| Holandia    | Single Top 100    | 2                 |
| Austria     | Singles Top 75    | 2                 |
| Norwegia    | Top 20 Singles    | 3                 |
| Finlandia   | Top 20 Singles    | 4                 |
| Niemcy      | Top 100 Singles   | 9                 |
| Hiszpania   | Top 20 Singles    | 20                |
| Europa      | European Hot 100  | 30                |
| Szwajcaria  | Singles Top 100   | 45                |

### Certyfikaty
| Państwo | Certyfikat | Sprzedaż |
| ------- | ---------- | -------- |
| Austria | Złoto      | 15 000   |
| Dania   | 3×platyna  | ~61 000  |
| Europa  | –          | 500 000  |
| Szwecja | Platyna    | 20 000   |

### Nagrody i nominacje
| Rok  | Nagroda            | Kategoria              | Wynik     |
| ---- | ------------------ | ---------------------- | --------- |
| 2006 | Grammis            | Årets bästa ringsignal | Wygrana   |
| 2006 | Rockbjörnen        | Årets svenska låt      | Nominacja |
| 2006 | Eurodanceweb Award |                        | Wygrana   |

### Covery i alternatywne wersje utworu
14 lipca 2006 roku została wydana wersja „Boten Anna” wykonana przez holenderski zespół Gebroeders Ko. Cover znalazł się na trzecim miejscu listy holenderskiej oraz na ósmym listy flamandzkiej (Belgia). 26 października został wydany drugi cover zespołu Gebroeders Ko „Sinterklaas boot (Boten Anna)”, który był notowany na drugim miejscu holenderskiej listy.
W 2007 roku została wydana wykonana przez Basshuntera wersja piosenki w języku niemieckim. W 2010 roku został wydany album studyjny Dansbandsnatt szwedzkiego zespołu Torgny Melins zawierający cover utworu „Boten Anna”.
W 2007 roku holenderski DJ i producent muzyczny Bazzheadz z wokalnym udziałem Sebastiana Westwooda nagrał swoją wersję utworu „Boten Anna” w języku angielskim pod tytułem „Now You’re Gone” bez zgody autora. Singel znalazł się na duńskiej liście sprzedaży. Basshunter przy współpracy Bazzheadza z wokalnym udziałem Westwooda nagrał własną wersję utworu, która została wydana na singlu 31 grudnia 2007. Singel był notowany między innymi na pierwszym miejscu brytyjskiej i irlandzkiej listy przez pięć tygodni.

### Wykorzystanie
Utwór stanowił motyw muzyczny podczas LAN party The Gathering w 2006 roku. Został również wybrany hymnem russefeiringu w Norwegii. W 2007 roku Birgitte Söndergaard i Johan Andersson zatańczyli do utworu w programie Let’s Dance. W tym roku również została wydana gra komputerowa Singstar Pop Hits, której skandynawska wersja zawiera utwór „Boten Anna”.

## Występy na żywo
Basshunter wykonał utwór w 2006 roku na żywo podczas „Elämä Lapselle”. Wykonywał też „Boten Anna” na żywo podczas koncertów „Hity Na Czasie”. W 2008 roku wykonał utwór na żywo podczas festiwalu muzycznego „Donauinselfest”. W 2012 roku wykonał utwór na żywo podczas „Allsång på Skansen”.